# جانيت لشمت
جانيت لشمت (من مواليد 1948)، روائية وممثلة جزائرية.

## حياتها
ولدت جانيت لشمت في بلدة صغيرة في الجزائر. أجبرت على الزواج في سن السادسة عشرة، لكنها تطلقت بعد ذلك بثلاثة أشهر رغبة منها في أن تصبح فنانة كوميدية. درست الدراما لمدة أربع سنوات في برج الكيفان. عاشت في كندا من 1968 إلى 1972، وانتقلت بعد ذلك إلى باريس للعمل كممثلة.

## أعمالها
- راعي البقر. باريس: بلفوند، 1983. ترجم إلى الإنجليزية من قبل جوديث ستل باسم ،Lallia 1987.
- "Une Composante de l'underground français"، Actualités de l'émigration 80، 11 March 1986